# Вятка (Кетовський район)
Вя́тка (рос. Вятка) — присілок у складі Кетовського району Курганської області, Росія. Входить до складу Раковської сільської ради.
Населення — 13 осіб (2010, 16 у 2002).